# Michael Eisen
Pour les articles homonymes, voir Eisen.
Michael Eisen (né le 13 avril 1967) est un biologiste américain. Il est actuellement professeur assistant en biologie moléculaire et cellulaire à l'Université de Californie, à Berkeley. Ses recherches sont focalisées sur l'évolution de la régulation des gènes.
Tout au long de sa carrière, il a été un fervent défenseur de la science ouverte, la distribution libre du produit matériel et intellectuel de la recherche scientifique. Il est un important défenseur de la publication scientifique à accès ouvert, et est le cofondateur de Public Library of Science (PLoS), un éditeur de journaux à accès ouvert. Il est membre du bureau de PLoS et est un conseiller de Science Commons.

## Textes sur l'accès ouvert
- (en) Publish and Be Praised (Guardian, UK) (Publié et être flatté)
- (en) Why PLoS Became a Publisher (Pourquoi PLoS est devenu un éditeur)